# Abingdon (Illinois)
Pour les articles homonymes, voir Abingdon.
La ville américaine d’Abingdon est située dans le comté de Knox, dans l’État de l’Illinois, à l’ouest de Peoria. Lors du recensement de 2010, sa population s’élevait à 3 319 habitants.